# Erwin Schulz
Pour les articles homonymes, voir Schulz.
Erwin Schulz, né le 27 novembre 1900 à Berlin et mort le 11 novembre 1981 est un officier SS-Brigadeführer. Il fut le chef de l'Einsatzkommando 5 au sein de l'Einsatzgruppe C dirigé par Otto Rasch.

## Carrière
Il fait des études de droit à Berlin et obtient un doctorat. Il s'engage dans les Freikorps (Corps francs) puis
il travaille dans une banque en 1922. Il entre dans la police de protection (Schutzpolizei) à Brême puis est nommé lieutenant de police en 1926.
En 1931, il est informateur pour la SS. Il adhère officiellement au parti nazi en mai 1933 et en novembre il est nommé chef de la Gestapo de Brême.
En 1935, il entre au SD et dans la SS. En mars 1938 il est promu SS-Sturmbannführer et Regierungsrat (conseiller d'état) dans la police d'état de Brême.
En avril 1940, il est inspecteur-instructeur de l'école d'élèves officiers de la SIPO et du SD à Charlottenbourg.
Nommé chef de l'Einsatzkommando 5 en mai 1941, il dirige l'exécution de milliers de Juifs à Lvov, Jytomyr, Doubno et Berdytchiv entre juin et fin aout 1941.
Convoqué par Otto Rasch à Jytomyr vers la mi aout 1941, ce dernier l'informe que, sur ordre d'Heinrich Himmler, Friedrich Jeckeln a ordonné que tous les Juifs non engagés dans le travail forcé, les femmes et les enfants soient abattus.
Peu après, il demande à Bruno Streckenbach à Berlin, après que celui-ci, en interrogeant Reinhard Heydrich sur ce point, lui ait confirmé que cet ordre venait bien d'Adolf Hitler, à être relevé de son poste considérant qu'il n'est pas fait pour ce genre de mission à l'Est.
Fin août, il quitte Jytomyr pour rentrer à Berlin, puis est promu SS-Oberführer pour ses bons états de service.
Il est nommé délégué d'Erwin Rösener le Höherer der SS und Polizeiführer du district Alpenland du 1er mai au 28 mai 1944.
Arrêté par les alliés, il écrit une lettre à Lucius D. Clay, représentant d'Eisenhower pour demander la clémence.
Lors du procès des Einsatzgruppen, le Tribunal reconnut qu'il avait fait quelque chose pour s'opposer à la situation « intolérable » qui lui était faite, mais l'estima cependant coupable et le condamna à 20 ans de prison. Cette peine fut commuée en janvier 1951 en 15 ans de prison.